# Eleccions generals ruandeses de 1969
Es van celebrar eleccions generals a Ruanda el 29 de setembre de 1969. En aquella època, el país era un sistema unipartidista amb el MDR-Parmehutu com a únic partit legal. El seu líder, Grégoire Kayibanda, participà sense oposició a les eleccions presidencials. Voter turnout was 90.9%.

## Sistema electoral
Els 47 membres de les eleccions de l'Assemblea Nacional van ser elegits en deu circumscripcions de diversos membres. Els votants podrien aprovar tota la llista de MDR-Parmehutu, o votar preferentment a un sol candidat.

## Resultats

### President
| Candidat                        | Partit                          | Vots      | %    |
| ------------------------------- | ------------------------------- | --------- | ---- |
| Grégoire Kayibanda              | MDR-Parmehutu                   | 1.426.159 | 100  |
| Contra                          | Contra                          | 542       | 0.0  |
| Nuls/en blanc                   | Nuls/en blanc                   | 8,276     | −    |
| Total                           | Total                           | 1.434.977 | 100  |
| Votants registrats/participació | Votants registrats/participació | 1.578.704 | 90.9 |
| Font: Nohlen et al.             |                                 |           |      |

### Assemblea Legislativa
| Partit                          | Vots      | %    | Escons | +/– |
| ------------------------------- | --------- | ---- | ------ | --- |
| MDR-Parmehutu                   | 1.426.701 | 100  | 47     | 0   |
| Nuls/en blanc                   | 8.276     | −    | −      | −   |
| Total                           | 1.434.977 | 100  | 47     | 0   |
| Votants registrats/participació | 1,578,704 | 90.9 | –      | –   |
| Font: Sternberger et al.        |           |      |        |     |